# 1969-es Formula–1 holland nagydíj
Az 1969-es Formula–1 világbajnokság negyedik futama a holland nagydíj volt.

## Futam
A belga nagydíj elmaradt, a verseny szervezői és a Grand Prix Drivers' Association közötti vita után, mivel a pályát nem találták elég biztonságosnak.
Így egy öthetes szünet után következett a holland nagydíj. A magas szárnyak betiltása után a mérnökök többféleképpen értelmezték a szabályokat, az autókra alacsonyabb, biztonságosabban rögzített szárnyak kerültek vissza. A Lotus és a Matra is elhozott egy-egy négy kerék-meghajtású autót: Hill a Lotus 63-at, Stewart a Matra MS84-et próbálta ki. A BRM elkészült a P139-esel, de az eredmény meglehetősen kiábrándító volt.
Jochen Rindt szerezte meg a pole-t Stewart hagyományos MS80-asa és Hill 49B-je előtt. A rajtnál Hill állt az élre, de a 3. körben Rindt megelőzte, majd Stewart is megelőzte. Rindt a 17. körig növelte előnyét, amikor tengelytörés miatt kiesett. Stewart az élre állt, míg Jo Siffert Rob Walker-Lotuszával a második helyre jött fel. Hill elégedetlen volt autója vezethetőségével és kiállt a boxba. A harmadik helyért ezután Hulme, Amon, Ickx és Brabham küzdött. A versenyt magabiztosan nyerte Stewart Siffert, Amon és Hulme előtt.
Ezen a hétvégén jelentették be, hogy a Ferrari a jövőben együttműködik a Fiattal. Bár a csapat gyengének tűnt, az eladásból származó bevételnek köszönhetően jóval erősebbek lettek az elkövetkező években.
| Helyezés | #  | Versenyző            | Csapat/Motor | Futott körök | Idő/Kiesés oka | Rajthely | Pontszám |
| -------- | -- | -------------------- | ------------ | ------------ | -------------- | -------- | -------- |
| 1        | 4  | Jackie Stewart       | Matra-Ford   | 90           | 2:06:42,08     | 2        | 9        |
| 2        | 10 | Jo Siffert           | Lotus-Ford   | 90           | + 24,52        | 10       | 6        |
| 3        | 8  | Chris Amon           | Ferrari      | 90           | + 30,51        | 4        | 4        |
| 4        | 7  | Denny Hulme          | McLaren-Ford | 90           | + 37,16        | 7        | 3        |
| 5        | 12 | Jacky Ickx           | Brabham-Ford | 90           | + 37,67        | 5        | 2        |
| 6        | 11 | Jack Brabham         | Brabham-Ford | 90           | + 1:10,81      | 8        | 1        |
| 7        | 2  | Graham Hill          | Lotus-Ford   | 88           | + 2 kör        | 3        |          |
| 8        | 5  | Jean-Pierre Beltoise | Matra-Ford   | 87           | + 3 kör        | 11       |          |
| 9        | 14 | John Surtees         | BRM          | 87           | + 3 kör        | 12       |          |
| 10       | 18 | Vic Elford           | McLaren-Ford | 84           | + 6 kör        | 15       |          |
| Kiesett  | 17 | Silvio Moser         | Brabham-Ford | 54           | Gyújtás        | 14       |          |
| Kiesett  | 6  | Bruce McLaren        | McLaren-Ford | 24           | Felfüggesztés  | 6        |          |
| Kiesett  | 2  | Jochen Rindt         | Lotus-Ford   | 16           | Féltengely     | 1        |          |
| Kiesett  | 16 | Piers Courage        | Brabham-Ford | 12           | Kuplung        | 9        |          |
| Kiesett  | 15 | Jackie Oliver        | BRM          | 9            | Váltó          | 13       |          |

## Statisztikák
Vezető helyen:
- Graham Hill: 2 (1-2)
- Jochen Rindt: 14 (3-16)
- Jackie Stewart: 74 (17-90)

Jackie Stewart 8. győzelme, 5. leggyorsabb köre, Jochen Rindt 4. pole-pozíciója.
- Matra 6. győzelme.